# Філософія інформатики
Філософія інформатики стосується філософських питань, які виникають під час вивчення інформатики. Досі немає загального розуміння змісту, мети, фокусу чи теми філософії інформатики, незважаючи на деякі спроби розробити філософію інформатики так же як філософію фізики або філософію математики. Через абстрактний характер комп’ютерних програм і технологічні амбіції інформатики багато концептуальних питань філософії інформатики також можна порівняти з філософією науки, філософією математики та філософією техніки.

## Огляд
Багато центральних філософських питань інформатики зосереджені на логічних, онтологічних та епістемологічних питаннях, які її хвилюють. Деякі з цих питань можуть включати:
- Що таке обчислення?
- Чи охоплює теза Черча-Тьюринга математичне поняття ефективного методу в логіці та математиці?[4][5]
- Які філософські наслідки проблема P і NP?
- Що таке інформація?

## Теза Черча-Тьюринга
Теза Черча-Тюрінга та її варіації є центральними в теорії алгоритмів. Оскільки, як неформальне поняття, поняття ефективної обчислюваності не має формального визначення, ця теза, хоча і має майже універсальне визнання, не може бути формально доведена. Наслідки цієї тези також викликають філософське занепокоєння. Філософи інтерпретували тезу Черча-Тюрінга як таку, що має значення для філософії свідомості.

## Проблема P проти NP
Проблема P і NP є невирішеною проблемою в інформатиці та математиці. Вона запитує, чи кожна проблема, рішення якої можна перевірити за поліноміальний час (і таким чином визначено її належність до класу NP), також може бути розв'язана за поліноміальний час (і таким чином визначена її належність до класу P). Більшість інформатиків вважають, що P ≠ NP'. Крім того, що після десятиліть вивчення цих проблем ніхто не зміг знайти алгоритм поліноміального часу для будь-якої з більш ніж 3000 важливих відомих NP-повних проблем, філософські причини, які стосуються наслідків цього, могли бути мотивом цього переконання.
Наприклад, за словами Скота Ааронсона, американського інформатика в MIT:
 Якщо P = NP, тоді світ був би зовсім іншим місцем, ніж ми зазвичай вважаємо. Не було б особливої цінності в «творчих стрибках», ніякої фундаментальної прірви між вирішенням проблеми та визнанням рішення, коли воно знайдене. Кожен, хто міг би оцінити симфонію, був би Моцартом; кожен, хто міг би слідувати поетапному аргументу, був би Гауссом.